# Thomas Greenway

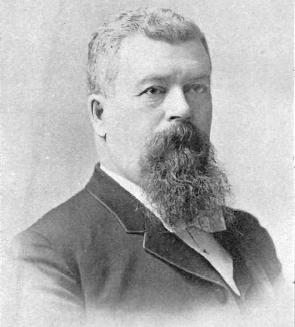
Thomas Greenway

Thomas Greenway (* 25. März 1838 in Kilkhampton, Cornwall; † 30. Oktober 1908 in Ottawa) war ein kanadischer Politiker. Nach achtjähriger Amtszeit als Landwirtschaftsminister regierte er als Premierminister die Provinz Manitoba vom 19. Januar 1888 bis zum 6. Januar 1900. Von 1883 bis 1904 war er Vorsitzender der Manitoba Liberal Party. Darüber hinaus war er von 1875 bis 1878 sowie von 1904 bis 1908 Abgeordneter im kanadischen Unterhaus.

## Biografie
Zusammen mit seinen Eltern wanderte der im Südwesten Englands geborene Greenway im Jahr 1846 nach Kanada aus. Er lebte im Huron County in Ontario und arbeitete dort als Händler. Zehn Jahre lang war er Bürgermeister des kleinen Ortes Stephen Township. 1872 und 1874 kandidierte Greenway für die Konservative Partei um einen Sitz im Unterhaus, unterlag aber beide Male knapp. Das Ergebnis der zweiten Wahl wurde später für ungültig erklärt und er entschied 1875 die notwendig gewordene Nachwahl für sich. Da er die protektionistische Wirtschaftspolitik der Bundesregierung ablehnte, entfremdete er sich zunehmend von den Konservativen und bezeichnete sich ab 1876 als Unabhängiger. 1878 verzichtete er auf eine Wiederwahl.
Greenway zog 1879 nach Manitoba und erwarb mit finanzieller Unterstützung von Malcolm Colin Cameron, dem späteren Vizegouverneur der Nordwest-Territorien, weitläufige Grundstücke im Südwesten der Provinz. Um die Besiedlung des Landstrichs voranzutreiben, gründete er Crystal City. Die Siedlung entwickelte sich nicht so wie erhofft, da die Canadian Pacific Railway (CPR) ihre transkontinentale Eisenbahnlinie nicht über seine Ländereien baute. Im Dezember 1879 wurde Greenway im Wahlbezirk Mountain zum Abgeordneten der Legislativversammlung von Manitoba gewählt. Zur Wahl von 1883 trat er als Vorsitzender der Provincial Rights Party an, die sich gegen Einmischungen der Bundesregierung in die Provinzgesetzgebung und das Monopol der CPR zur Wehr setzte. Im selben Jahr entstand daraus die Manitoba Liberal Party.
Premierminister John Norquay verlor Ende 1887 die Gunst der Bundesregierung, da er den Bau von Zweigstrecken fördern wollte. Sein Nachfolger David Howard Harrison konnte keine stabile Regierung bilden und trat nach drei Wochen zurück, woraufhin Greenway am 19. Januar 1888 den Auftrag zur Regierungsbildung erhielt. Er erfreute sich zunächst großer Beliebtheit, da die Bundesregierung der CPR das Monopol abkaufte und der Provinzregierung den Bau eigener Bahnlinien gestattete. Bei einer vorgezogenen Wahl im Juli 1888 gewannen die Liberalen 33 der 38 Sitze. Die Provinzregierung hatte jedoch beim Bau von Bahnlinien keine glückliche Hand und die erwarteten Frachttarifsenkungen blieben aus, so dass der Handel darunter litt.
Die Provinzregierung förderte weiterhin die Einwanderung und bewegte auch zahlreiche Deutsche, Ukrainer, aber auch weiterhin Schotten, Iren, Waliser und Engländer dazu. Gleichzeitig wurde die Provinz drastisch nach Norden und Westen vergrößert. Winnipeg wuchs zur viertgrößten Stadt Kanadas heran. Damit wurden Katholiken und Frankophone zur Minderheit. Greenway sicherte sich eine politische Mehrheit, indem er 1890 das zweigliedrige französisch-englische Schulsystem durch ein einheitliches Bildungsministerium ersetzte (→ Manitoba-Schulfrage). Außerdem setzte er im selben Jahr ein Gesetz außer Kraft, das die Zweisprachigkeit der Gesetze vorschrieb – eine Gesetzesänderung, die bis 1984 in Kraft blieb. Die Rechnung ging auf und Greenway wurde 1892 wiedergewählt. Als die Bundesregierung versuchte, Gegensteuer zu geben, gewann er die Wahl von 1896 sogar mit noch größerer Mehrheit.
Doch die Wahl im Dezember 1899 verlor Greenway, weil in den Augen der Konservativen zu viele Osteuropäer, insbesondere Ukrainer, ins Land geholt worden waren. Auch gelang es ihm nicht mehr, mit der Manitoba-Schulfrage die Protestwähler auf seine Seite zu ziehen, da die Bundesregierung einen Kompromiss durchgesetzt hatte (auch wenn dieser höchstens kosmetischer Art war). Am 6. Januar 1900 trat er das Amt des Premierministers an Hugh John Macdonald ab. Greenway blieb Vorsitzender der Manitoba Liberal Party und führte die Opposition an. Die Wahl von 1903 verlief für die Liberalen noch schlechter. Greenway trat für die Liberale Partei Kanadas zur Unterhauswahl 1904 an und wurde im Wahlbezirk Lisgar gewählt. Die nächsten vier Jahre war er im Unterhaus lediglich ein Hinterbänkler. Premierminister Wilfrid Laurier ernannte Greenway schließlich zum Vorsitzenden der Eisenbahnkommission, doch er starb einen Tag vor Amtsantritt.